# Cryptobatrachus remotus
Espèce
Cryptobatrachus remotus est une espèce d'amphibiens de la famille des Hemiphractidae.

## Répartition
Cette espèce est endémique de l'État de Zulia au Venezuela. Elle se rencontre de 450 à 1 842 m d'altitude sur le versant Ouest de la Serranía de Perijá.

## Description
Les mâles mesurent de 35,6 à 46,9 mm et les femelles de 50,8 à 75 mm.

## Publication originale
- Infante-Rivero, Rojas-Runjaic & Barrios-Amoros, 2009 "2008" : Un nuevo Cryptobatrchus Ruthven, 1916 (Anura, Cryptobatrachidae) de la vertiente venezolana de la sierra de Perija. Memoria de la Fundacion La Salle Ciencias Naturales, vol. 169, p. 45-63 (texte intégral).